# Baureihe 65
Baureihe 6510 – niemiecka lokomotywa parowa produkowana w latach 1954-1957 dla kolei wschodnioniemieckich. Pierwszy parowóz powstał w styczniu 1954 roku. Wyprodukowano 95 parowozów, z których 88 skierowano do prowadzenia podmiejskich pociągów pasażerskich DR. Siedem parowozów było eksploatowanych przez zakłady przemysłowe Leuna-Werke. Od 1973 roku rozpoczęto wycofywanie parowozów serii z ruchu. Trzy pojazdy (65 1008, 65 1057 i 65 1049) zachowano jako eksponaty zabytkowe, z czego tylko ostatni jako egzemplarz pod parą.